# Гидеон Фолз
«Гидеон Фолз» (англ. Gideon Falls) — серия комиксов, которую в 2018—2020 годах издавала компания Image Comics.

## Синопсис
Действие происходит в городе Гидеон Фолз. Главным героем является Нортон Синклер. Сюжет вращается вокруг таинственного Чёрного амбара.

## История
О комиксе было объявлено 3 октября 2017 года, в преддверии New York Comic Con. Лемир намеревался создать интеллектуальную историю ужасов. Художник приписывал главному герою худшие качества, взятые от создателей: нигилизм от Соррентино и одержимость от Лемира. Нортон основан на персонаже, которого Лемир создал в 1996 году для короткометражного фильма во время учёбы в киношколе в Торонто. Чёрный амбар был в некоторой степени вдохновлён Чёрным Вигвамом из сериала «Твин Пикс», хотя Лемир уверяет читателей, что его концепция совершенно иная. Сюжет возник из двух отдельных историй, которые не работали сами по себе, пока Лемир не соединил их.

## Отзывы
На сайте Comic Book Roundup серия имеет оценку 8,9 из 10 на основе 211 рецензий. Джошуа Дэвисон из Bleeding Cool посчитал, что первый выпуск «вызывает недоумение, но привлекает внимание интересными персонажами и потрясающими рисунками Соррентино и Стюарта». Ричард Грей из Newsarama дал дебюту 9 баллов из 10 и также похвалил художников. Дастин Холланд из Comic Book Resources, обозревая Gideon Falls: Deluxe Edition, назвал серию «превосходной» и посчитал издание обязательным к прочтению. Адам Барнхардт из ComicBook.com, рецензируя финал, написал, что «Gideon Falls #27 — почти идеальное завершение истории». Игорь Кислицын из «Канобу» отмечал, что «Gideon Falls — это хорошо написанная и прекрасно нарисованная история, которая даёт читателю ровно столько информации, сколько нужно». Денис Варков из журнала «Мир фантастики» включил серию в топ лучших комиксов 2020 года, которые вышли на русском языке, и назвал художественную часть самой сильной стороной произведения.

### Награды и номинации
| Год  | Награда        | Категория          | Номинант      | Результат | Пр.    |
| ---- | -------------- | ------------------ | ------------- | --------- | ------ |
| 2019 | Премия Айснера | Лучшая новая серия | «Гидеон Фолз» | Победа    | [ 47 ] |
| 2019 | Премия Айснера | Лучший сценарист   | Джефф Лемир   | Номинация | [ 48 ] |
| 2020 | Премия Айснера | Лучший колорист    | Дэйв Стюарт   | Победа    | [ 49 ] |

## Сериал
В июне 2018 года стало известно, что сериал по мотивам комикса будет разрабатываться студией Hivemind Productions. Лемир и Соррентино будут исполнительными продюсерами вместе с Джейсоном Брауном, Шоном Дэниелом, Кэти Лингг и Динешем Шамдасани. В октябре 2019 года было объявлено, что Джеймс Ван вместе со своим коллегой из Atomic Monster, Майклом Клиром, стали исполнительными продюсерами. Лемир заверил читателей, что, несмотря на развитие телеадаптации, комикс останется его основным направлением.

### Комментарии
1. ↑  Русскоязычное название — «Гидеон Фолз. Том 1. Чёрный амбар»[6].